# 九五式戦闘機
川崎 九五式戦闘機
九五式戦闘機一型
- 用途：戦闘機
- 製造者：川崎航空機
- 運用者：日本（陸軍）
- 初飛行：1935年3月
- 生産数：588機
- 生産開始：1935年12月

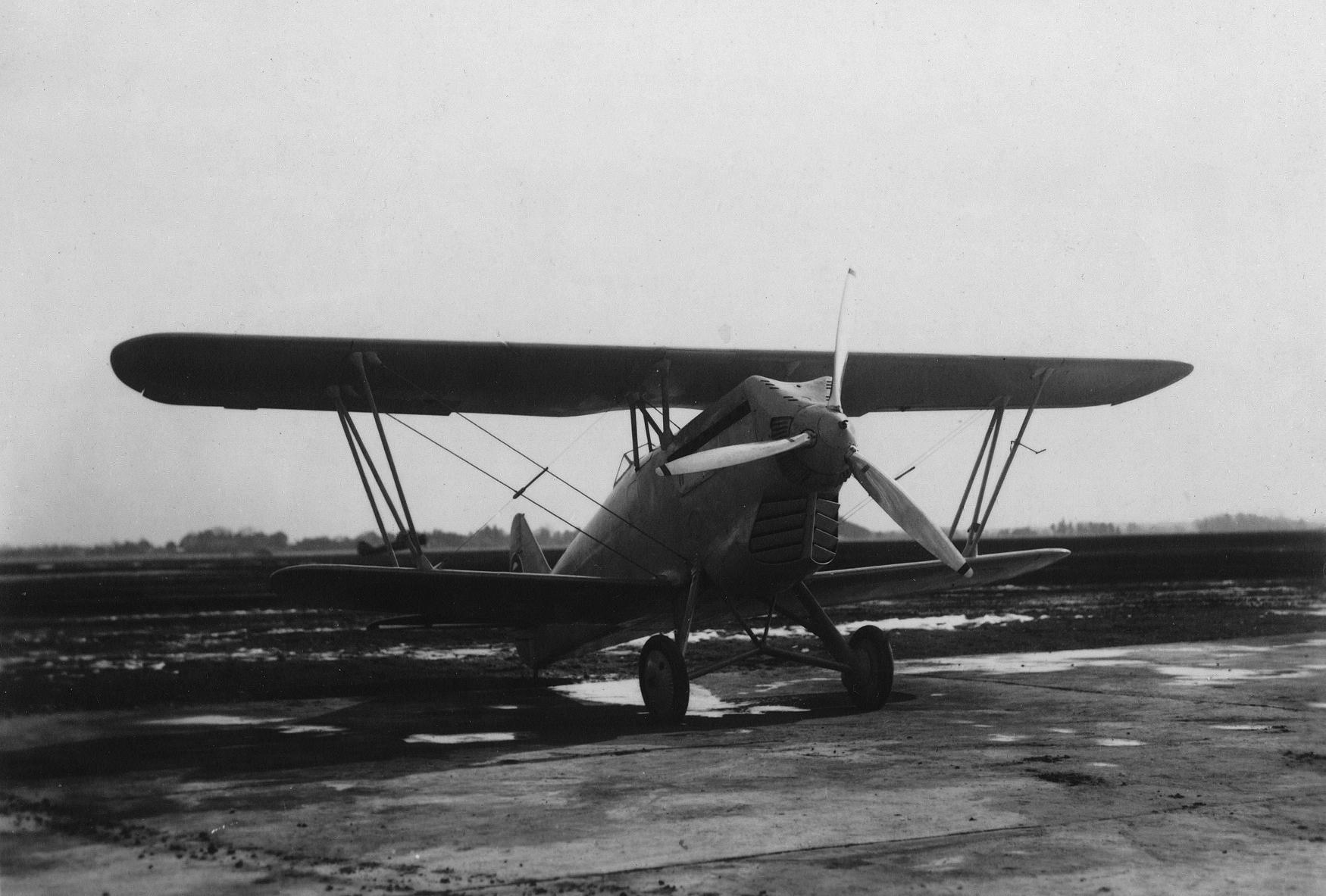
熊谷飛行学校の九五式戦闘機一型

九五式戦闘機（きゅうごしきせんとうき）は、日本陸軍の戦闘機。試作名称（機体計画番号。キ番号）はキ10。呼称・略称は九五戦、九五式戦など。連合軍のコードネームはPerry（ペリー）。開発・製造は川崎航空機。
陸軍最後の複葉戦闘機であり、主に日中戦争（支那事変）初期の主力戦闘機として使用された。

## 概要

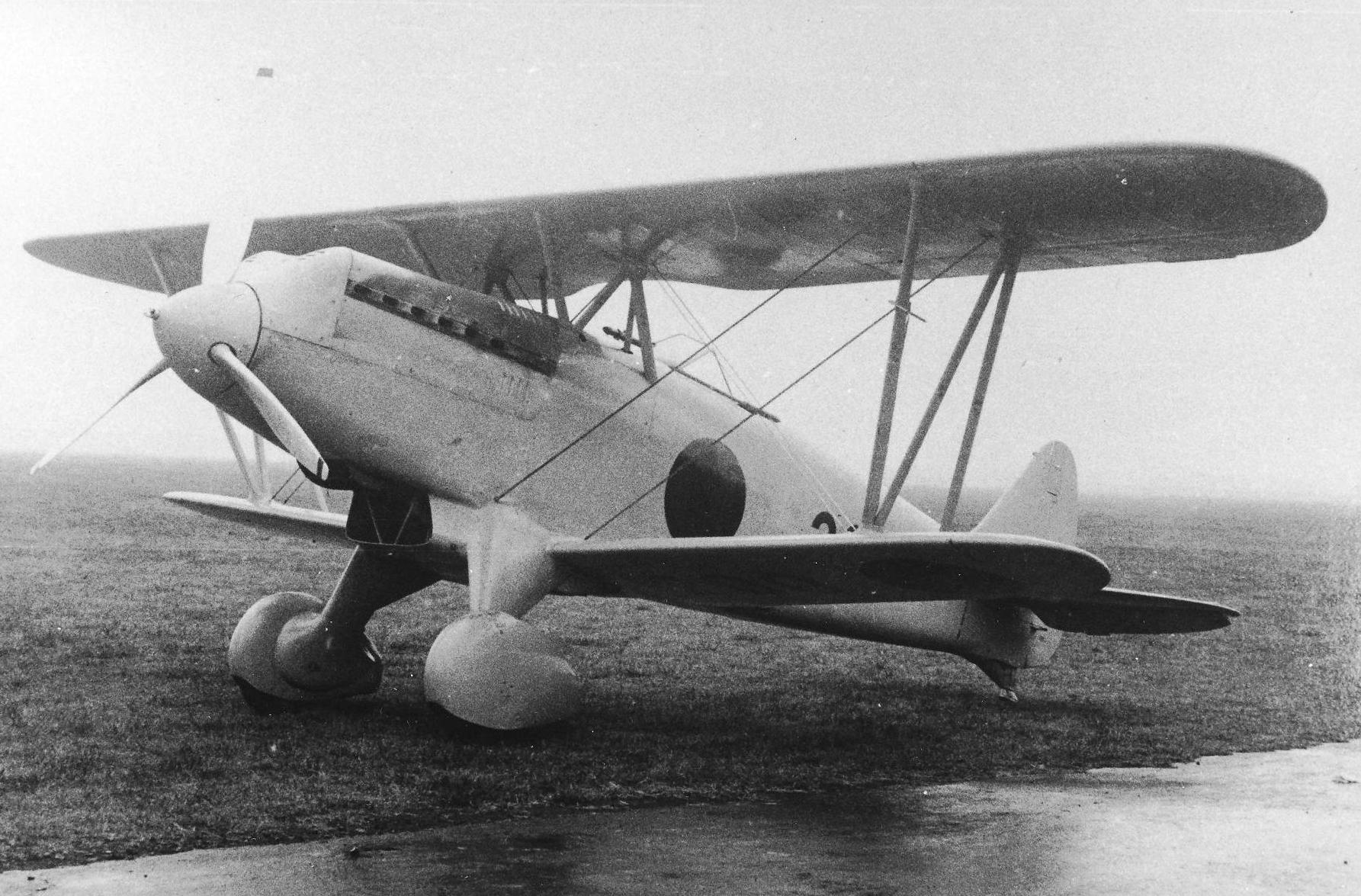
三型の候補として開発されたキ10性能向上第二案型、英語版ではKI-10 II KAIとされている。

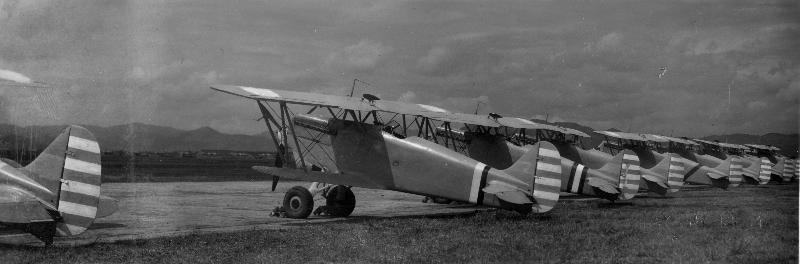
燃ゆる大空の撮影のためI-15に扮した九五式戦闘機

1934年（昭和9年）に川崎航空機は、ドイツ人技師設計による九二式戦闘機の後継機として逆ガル翼単葉のキ5を開発したが、安定性や運動性が劣悪だったため不採用となった。陸軍はキ5の不採用決定後、再び九二式戦闘機の後継機の開発を川崎と中島飛行機に指示した。川崎では土井武夫技師を設計主務者として開発を開始したが、前作のキ5が新機軸を盛り込みすぎて結果的に失敗作となった反省もあって、運動性、安定性を重視して九二式戦闘機を大幅に改設計した機体とすることにした。試作1号機は1935年（昭和10年）3月に完成し、同年7月から中島製の張線低翼単葉のキ11との比較審査にのぞんだ。その結果、速度性能は中島機にやや劣ったものの、運動性や上昇力で勝ったことから陸軍から高い評価を得た。そして同年1935年（皇紀2595年）末に、九五式戦闘機として制式採用された。生産は1938年（昭和13年）末まで続けられ、全長・全幅を延ばした二型（キ10-II）やその改良型を含め計588機生産された。
日中戦争初期の陸軍の主力戦闘機で、無類の運動性を利用して戦争の初期においては中国国民党軍のソ連製I-15戦闘機などを圧倒する活躍をみせた。しかしノモンハン事件の頃になると、I-16のような単葉機相手には劣勢となり、後続機である九七式戦闘機と交替して第一線を退いた。
川崎では本機の改良を進め、1937年（昭和12年）に完成した三型（キ10-III）案（キ10性能向上第二案型）はエンジンの出力増大、密閉風防の採用、冷却器の改良、張線の洗練などで最高速度445km/hを得て、同時期のソ連のI-153に匹敵する「究極の複葉戦闘機」と言えるものであったが、時代は複葉機から単葉機へと移っており制式採用はされなかった（I-153も改良案が放棄されている）。この試作案は前年の1936年に試作され、後に九七式戦となるキ27との制式採用競争に敗れたキ28の空力設計を参考とした面があったようで、両者は非常に類似した機体形状である事が現存する写真から確認できる。
なお、本機は試作型では固定脚に流線型スパッツ（カウリング）を装備しているが、量産型では装備されていない。後の九七式戦闘機では「不整地での離着陸の多い中国大陸ではスパッツと車輪の間に泥や草が詰まるため、前線ではカバーを取り外して運用する場合も少なくなかった」とされており、前身である本機も同様の事情があったものと思われる。

## バリエーション

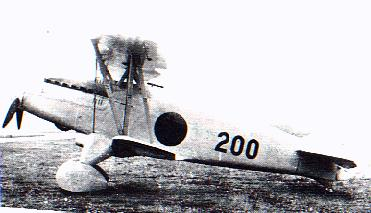
キ10性能向上第二案型

Japanese Aircraft of the Pacific Warより引用。
- キ10 :最初の試作型。1935年以前に4機製造。
- キ10-I (九五式戦闘機一型): 最初の量産型。1935年から1937年11月まで300機製造。
- キ10-II (性能向上第一案型): 一型を元に機体寸法を変更した試作型。1936年5月に1機製造。
- キ10-I改 : 一型のエンジンとラジエーターを改修した試作型。1936年11月に1機製造。
- キ10-II  (九五式戦闘機二型): 改良された量産型。1937年6月から1938年12月まで280機製造。
- キ10-II改 (性能向上第二案型):最後の試作型。機首形状やラジエーター周辺、固定脚のカウリングなどの空力設計が大幅に見直され、634 kW (850 hp)に出力が向上したハ9-II乙型へ換装されている。1937年11月に2機製造。量産型としての採用はされなかった。

総生産機数: 588機

## スペック （二型、キ10-II）
- 乗員： 1 名[1]
- 全長： 7.55 m[1]
- 全幅： 10.02 m[1]
- 全高： 3.3 m
- 主翼面積： 23.0 m2
- 自重： 1360 kg
- 全備重量： 1740 kg
- 動力： 川崎九五式八〇〇馬力発動機 ハ9-II甲 水冷V型12気筒エンジン×1
- 出力： 850 hp（離昇）
- 最大速度： 400 km/h[1]
- 巡航速度：  km/h
- 航続距離： 1100 km
- 実用上昇限度： 11300 m
- 上昇率：
- 武装： 7.7mm機関銃（八九式固定機関銃）×2[1]

## 登場作品
『燃ゆる大空』
中国国民党軍のI-15戦闘機役として本機が登場。
『War Thunder』
プレイヤーの搭乗機体として登場。